# Enfermedad de Hirschsprung
La enfermedad de Hirschsprung ó megacolon agangliónico es una enfermedad congénita que afecta al intestino y consiste en la formación de un megacolon (colon muy dilatado). Se debe a que existe una sección de la pared intestinal que carece de ganglios nerviosos (y por tanto de axones en el espesor de esa pared), por ello la motilidad del colon es inadecuada o inexistente. Se produce entonces una obstrucción intestinal por encima de la sección agangliónica que dilata la luz colónica.

## Historia
La enfermedad toma su nombre del médico danés Harald Hirschsprung que la describió en 1888. Publicó el caso de dos niños que habían fallecido con una gran distensión abdominal. Citando textualmente: "La autopsia mostró imágenes idénticas con una gran dilatación e hipertrofia del colon. No se encontró obstrucción mecánica que explicara el estreñimiento y la zona dilatada se consideró como asiento primario de la enfermedad.
Se comprobó ausencia congénita de células ganglionares en el plexo mientérico de Auerbach y en el submucoso de Meissner de la pared del recto, colon e incluso intestino delgado."

## Etiopatogenia
Se debe a la falta de neuronas ganglionares. La ausencia de estas células impide que existan los movimientos peristálticos normales y necesarios para que avance el contenido intestinal, haciendo que se produzca un remanso de las heces que causa un estreñimiento intenso y persistente y, posteriormente una obstrucción intestinal.
El fallo en el desarrollo que origina esta patología se da durante las primeras etapas del desarrollo fetal. El recién nacido la manifiesta tempranamente al no poder realizar su primera deposición, el meconio, durante las primeras 48 horas de vida, además de vomitar repetidamente. En ocasiones el abdomen está distendido. Dos de cada tres casos son diagnosticados durante los tres primeros meses de vida. En raras ocasiones, los síntomas no se manifiestan hasta la edad adulta.

## Genética
Es un trastorno netamente genético presente en 1:5000 nacidos vivos, con una proporción entre varones y mujeres de 4:1. Puede asociarse a otras patologías genéticas como el síndrome de Down o la fibrosis quística (en el 30% de los casos). El 70% de los casos tiene una herencia multifactorial. Aunque en muchos casos la enfermedad tiene una herencia autosómica recesiva, el patrón de herencia es complejo, se han descrito formas aisladas y otras de herencia autosómica dominante. Existen al menos 11 genes diferentes cuyas mutaciones pueden provocar la enfermedad, muchos pacientes presentan mutaciones simultáneas en varios de ellos, el gen receptor transmembrana de la tirosina-cinasa (RET) ubicado en el cromosoma 10 es uno de los más importantes y aparece alterado en la mitad de los casos familiares y alrededor del 20% del los esporádicos. Otro gen de importancia por su relación con el mal es el gen receptor de la endotelina B (EDNRB). Otros genes que no aparecen con tanta frecuencia pero que están presentes en este trastorno son NTN, SOX10, EDNRB, EDN3... entre otros.

## Fisiopatología
En la etapa de vida embrionaria, los neuroblastos primitivos migran caudalmente entre la semana 6 y 12 de gestación. Por razones que se desconocen, esta migración se interrumpe en ocasiones dejando al colon distal desprovisto de células ganglionares. El segmento afectado se extiende proximalmente desde el esfínter anal interno y su longitud dependerá del momento en que se interrumpe la migración, siendo más extenso mientras más temprano se produzca el defecto. La región más comúnmente afectada es el recto sigmoides, lo que ocurre en 75% de los casos. 
La alteración en la motilidad de la zona afectada se traduce en que el colon no moviliza eficientemente el contenido intestinal, lo que ocasiona obstrucción mecánica de magnitud variable. En condiciones normales, el esfínter anal interno se relaja al momento de distenderse el recto (reflejo recto–anal), sin embargo esto no ocurre en los niños con enfermedad de Hirschprung, hecho que permite el diagnóstico de esta patología mediante la manometría rectal. Las anomalías anatómicas de la inervación, alteran la motilidad coordinadora del colon y el acto de la defecación, produciendo diversos grados de obstrucción funcional intestinal, los mecanismos principales implicados son la pérdida del peristaltismo coordinado de propulsión y la pérdida de la relajación refleja del esfínter anal interno con distensión rectal. 
El intestino proximal al segmento afectado se dilata de manera gradual, conforme las ondas peristálticas tratan de impulsar la materia fecal hacia el segmento estenosado, se produce una acumulación de heces que finalmente provocan dilatación y descompensación del intestino proximal gangliónico normal.

## Clasificación
El 80% de los casos corresponde a la variante de segmento corto (S-HSRC) en que el segmento agangliónico no se extiende más allá del colon sigmoide. El resto corresponden a la variante de segmento largo (L-HSCR) cuando la aganglionosis se extiende más allá del colon sigmoide. También se pueden dar casos de aganglionosis total del colon y de afectación del intestino delgado.

## Diagnóstico
En el 100% de los pacientes pediátricos con enfermedad de Hirschsprung, el recto esta enfermo. Por este motivo la biopsia de recto es el estándar de oro para hacer el diagnóstico de la enfermedad. El diagnóstico genético es posible, detectando las principales mutaciones conocidas en los genes implicados.

## Tratamiento
El tratamiento se basa en la cirugía y consiste en la resección del segmento del colon afectado. Existen diversas técnicas quirúrgicas dependiendo de la situación del paciente y la extensión de la enfermedad, en ocasiones es preciso realizar como paso previo una colostomía de descarga. Tradicionalmente la cirugía requería de varias intervenciones, sin embargo las técnicas más modernas de laparoscopia permiten mediante una única intervención realizar la corrección definitiva de la afección. En los casos de aganglionismo total o afectación muy extensa que incluye al intestino delgado, es preciso una preparación previa para luego realizar un trasplante intestinal.